# Surfing (canción)
«Surfing» es un sencillo promocional del álbum Light + Shade del músico británico Mike Oldfield, publicado en 2005, escrito y producido por el mismo.
La atracción de Oldfield hacia la manipulación digital de la voz surgió nuevamente; esta vez en forma de Vocaloid, una aplicación software de síntesis de voz. Por ello, una de las pistas en las que se utilizó dicho programa, "Surfing", estaba destinada a ser el primer sencillo del álbum. La voz sintetizada utilizada dentro de dicha canción es una voz femenina creada por la compañía británica Zero-G llamada LOLA.

## Lista de canciones
| N.º | Título           | Duración |  |
| 1.  | «Surfing» (Edit) | 3:00     |  |